# Maria Coventry, grevinna av Coventry

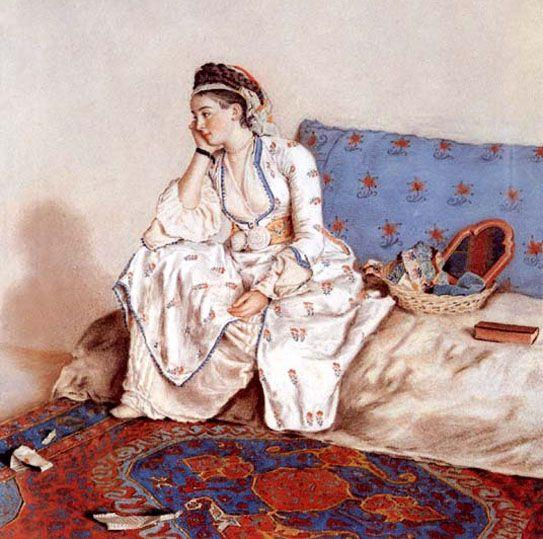
Mary Gunning, grevinna av Coventry.

Maria Coventry, grevinna av Coventry, född Gunning 1733 i Hemingford Grey, Huntingdonshire, död 30 september 1760, var en brittisk grevinna, berömd som  societetsvärdinna och skönhetsideal. 
Hon var dotter till överste John Gunning av Castlecoote och Bridget Bourke. Familjen bosatte sig 1740 på Irland, och fadern avled året därpå. På grund av ekonomiska problem blev Maria och hennes syster Elizabeth övertalade av modern att arbeta som skådespelerskor, trots att detta yrke inte var accepterat för kvinnor ur adeln på denna tid. De skall ha varit aktiva på olika teatrar i Dublin. I oktober 1748 blev de presenterade för Irlands generalguvernör, William Stanhope, 1:e earl av Harrington, på en bal på slottet i Dublin. De hade varit tvungna att låna kläder av teatern för att kunna närvara. Deras mor övertalade Harrington att ge dem ett underhåll, något som gjorde det möjligt för dem att återvända till hemmet i England och delta i det lokala societetslivet. Sedan de hade gjort sig kända för sin skönhet, blev de presenterade vid hovet i London 1750. Elizabeth Gunning gifte sig 1751 med hertigen av Hamilton, och Maria gifte sig 1752 med George Coventry, 6:e earl av Coventry. Maria var vid denna tid berömd för sin skönhet i Storbritannien, och incidenter och skvaller om hennes liv förekom i pressen. Hennes konflikt med makens älskarinna, kurtisanen Kitty Fisher, blev också uppmärksammad. När hon promenerade i Hyde Park, London, skall hon ha omgetts av så många människor att kungen gav henne en livvakt ledd av Henry Herbert, 10:e earl av Pembroke. Maria Coventry motsvarade sin samtids skönhetsideal genom att bära det vita och röda smink som på den tiden innehöll bly. Det giftiga sminket ledde till slut till en blodförgiftning som orsakade hennes död vid 27 års ålder 1760. Hon blev efter sin död känd som ett "Kosmetikans offer".